# Saban, Mexiko
Saban är en ort i Mexiko.   Den ligger i kommunen José María Morelos och delstaten Quintana Roo, i den östra delen av landet, 1 100 km öster om huvudstaden Mexico City. Saban ligger 30 meter över havet och antalet invånare är 2 167.
Terrängen runt Saban är mycket platt. Runt Saban är det mycket glesbefolkat, med 4 invånare per kvadratkilometer. Saban är det största samhället i trakten. I omgivningarna runt Saban växer i huvudsak städsegrön lövskog.